# HD 46792
HD 46792，又名CP-61 669，SAO 249572、HR 2410，是一颗恒星，视星等为6.15，位于銀經271.43，銀緯-26.05，其B1900.0坐标为赤經6h 30m 10.9s，赤緯-61° -26.05′ 20″。